# 默德塔

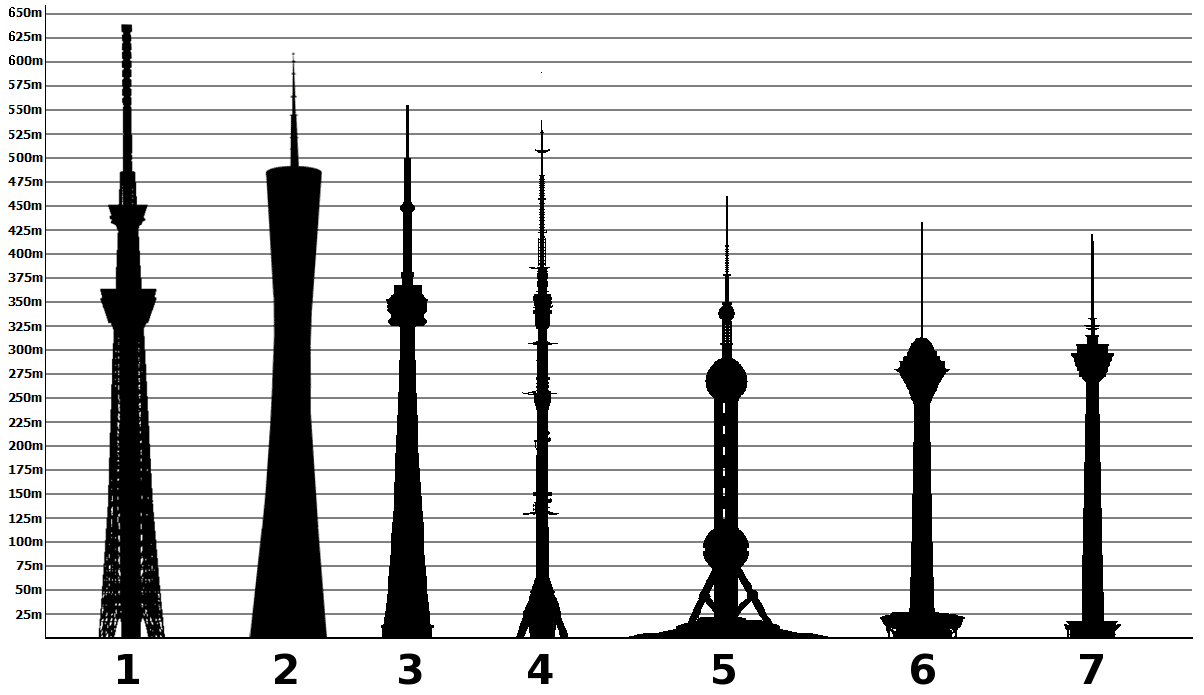
世界塔式建築高度排名（支柱式鐵塔除外）
1. 東京晴空塔
2. 廣州塔
3. 西恩塔
4. 奧斯坦金諾電視塔
5. 东方明珠广播电视塔
6. 默德塔
7. 吉隆坡塔

默德塔（波斯語：‎, ）也稱為伊朗塔或德黑蘭塔，是伊朗德黑蘭一座多用途混凝土塔，高度為435米（1,427英尺），建於2007年。它從地面到天線頂端高達435米（1,427英尺），是世界上第七高的塔，僅次於哈利法塔、東京晴空塔、廣州塔、加拿大國家電視塔、奧斯坦金諾塔、東方明珠廣播電視塔。頂端內部有12層，樓頂為315米（1,033英尺）。塔身內部包含樓梯和電梯。默德塔也是目前世界上第17高的獨立建築結構。
默德塔是德黑蘭國際貿易和會議中心的一部分，默德塔頂部為餐廳、五星級酒店、會議中心、世界貿易中心和科技園區。這些設施結合貿易、通訊、展場、住宿，以響應21世紀的全球化需要。

## 歷史
默德塔最早是巴列維計畫的一部分，位於德黑蘭西城区 (德黑兰)和基沙区之间。美國城市規劃師羅伯遜是巴列維計畫設計師.。巴列維計畫包括5000000平方米土地，其中三分之一是開放空間。巴列維計畫本來容納50,000居民、政府部門、商業機構及文化中心，包括表演藝術博物館、設施和圖書館（包括巴列維國家圖書館）。巴列維計畫將耗資500億（210億美元）元 ，麗莎·哈拉比與巴列維計畫關係密切。隨著1976年伊朗伊斯兰革命爆發，巴列維計畫被取消。
2000年，默德塔開始建設。在2007年完工後，默德塔是世界上第四高的獨立電信塔。一年後，默德塔在2008年開放大眾使用。默德塔的歷史存有一些疑惑，比如有一些資料顯示默德塔的動土比2000年更早、默德塔是在一年後完工，而不是2007年 。該塔正式於2008年10月8日開通，德黑蘭市長穆罕默德·巴蓋爾·卡利巴夫和德黑蘭市議會成員都參與開幕儀式，吸引250多名當地和外國記者採訪。

## 結構

默德塔剪影

默德塔高度為435米（1,427英尺），是伊朗最高的建築，也是世界上第六高的塔。默德塔由五個主要部分組成：基礎、塔身（大廳）結構、軸結構、塔頭結構和天線桅杆。塔身結構包含六層樓，前三個樓層包含63個商業機構、11個美食廣場、咖啡廳和商業產品展覽，占地260平方米（2,800平方呎）。
第一和第二層包括官方組織、安裝部分、數據中心。一樓是接待遊客的入口。軸結構是混凝土結構，位於315米高空（1,033英尺）。6座電梯位於三個不同側面，將遊客以每秒7米（0.007公里）的速度運送至頂部，緊急樓梯則位於第四個側面。
塔頭是一個鋼製結構，重約25,000噸，內部分成12層樓。默德塔頂層內含一個防火避難區、一個封閉觀景台、餐廳、公共藝術畫廊、一個開放的觀景台、一個旋轉餐廳、電信樓層、貴賓餐廳、機械地板和天空圓頂。
默德塔天線桅杆有120米高（390英尺）。桅杆的較低樓層為公共用戶通信天線，三個上部層樓為伊朗伊斯蘭共和國電視台與廣播的天線。
此外，該大廈設有一個複合區，占地27,000平方米（290,000平方英尺），內含大型計算機和電信設備、文化和科學部、商業交易中心、臨時展場、圖書館、展覽廳和一個行政單位。默德塔有一個八角形的底座，象徵著傳統波斯建築。Boland Payeh公司負責建造默德塔，設計師則是M.R. Hafezi。

### 國際會議中心
默德塔主要部分是7個會議沙龍和展覽空間，占地700平方米（7,500平方英呎），其他特點包含大廳、培訓室、兩間化妝室、一個電台和電視演播室和接待服務室。

### 國際酒店
占地52,000平方米（560,000平方英尺）五星級酒店已經在默德塔營運，提供遊客與商業人士住宿。

### 世界貿易中心
世界貿易中心占地40,000平方米（430,000平方英尺），連接不同國家商用業務的交易、產品展覽服務、技術和科學規範。

## 画廊

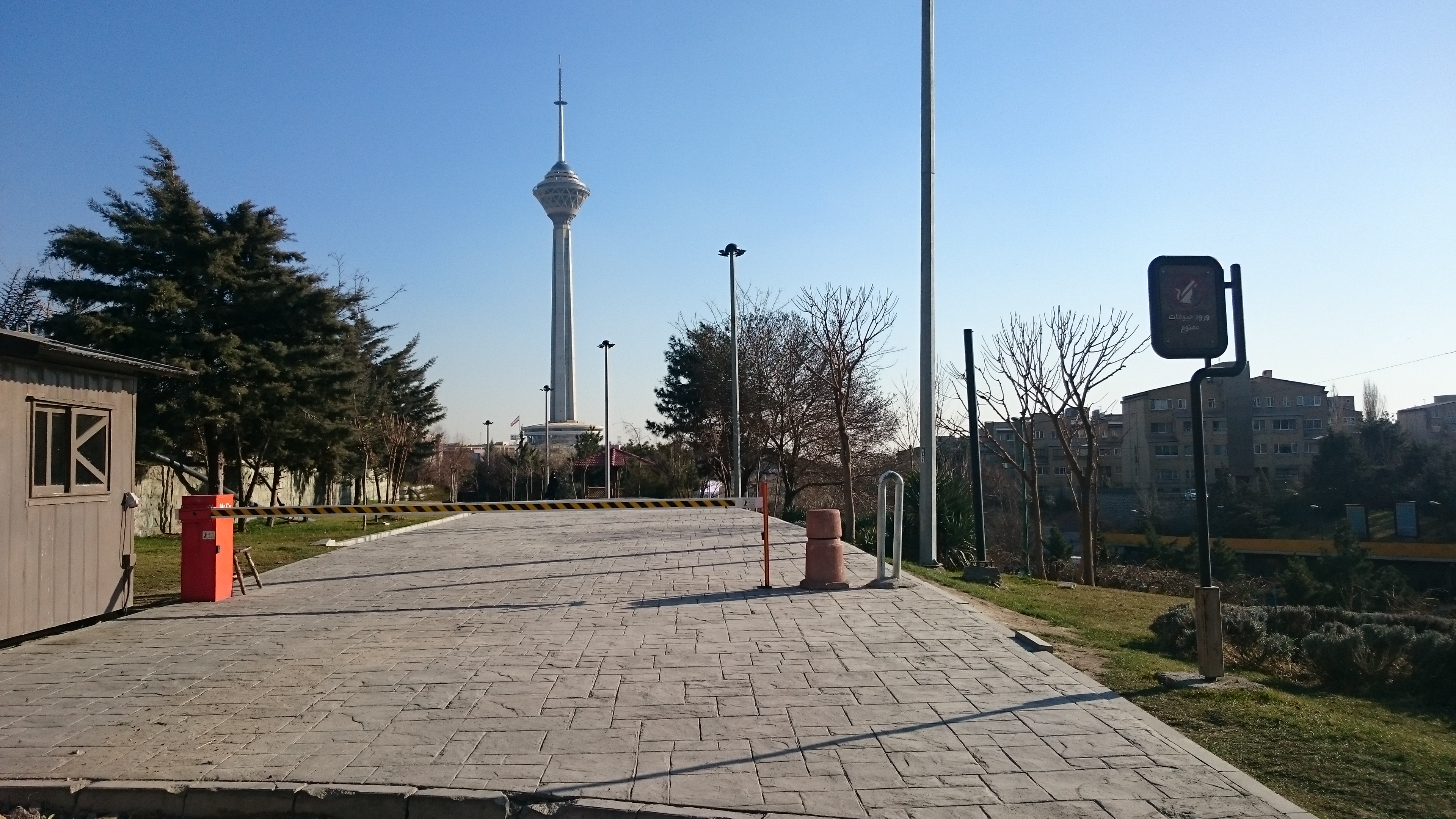
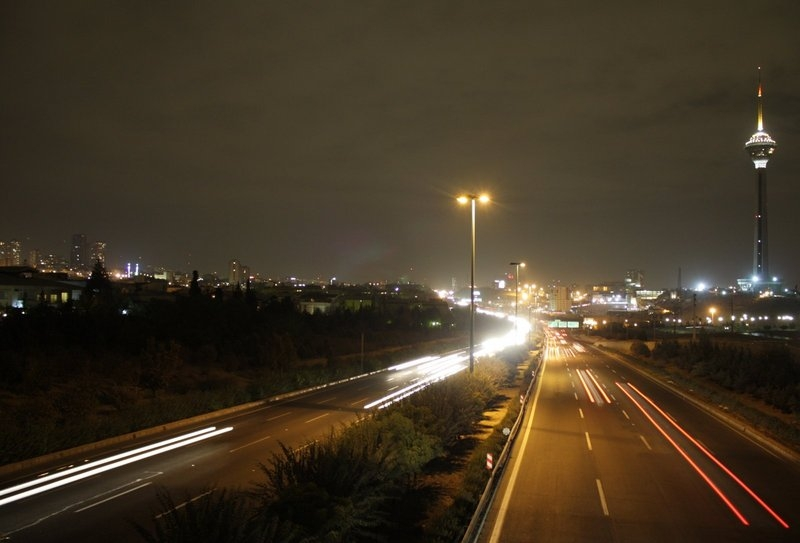
从Hemmat高速见到的默德塔
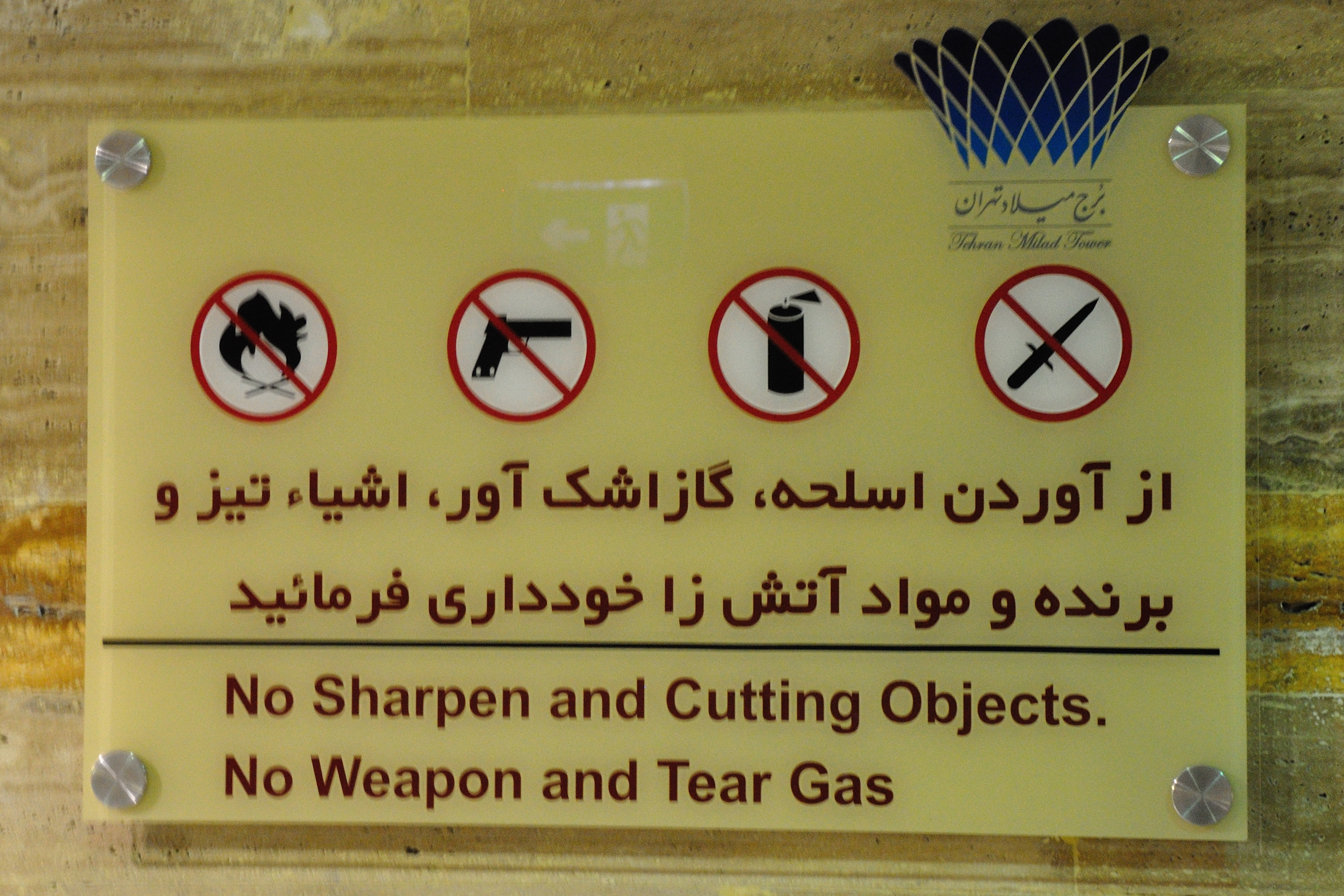
默德塔内部的提示牌，使用波斯语和英语

## 外部連結
- Milad Tower | Buildings在Emporis地產資料庫

- Official site（页面存档备份，存于）
- Milad Tower: Tallest in Iran, 6th in World